# مطبخ قمري

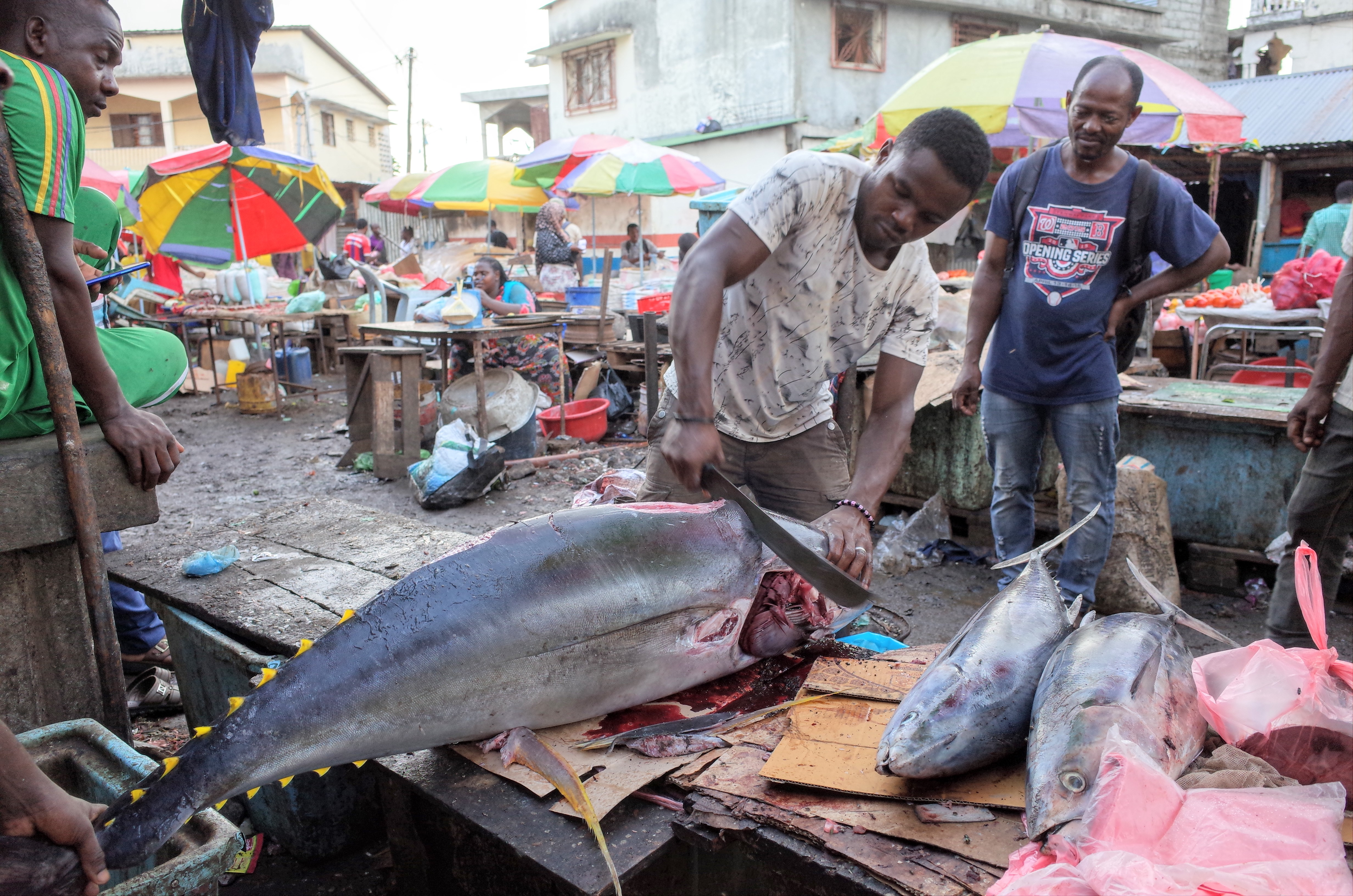
قسم الأسماك في سوق جزر القمر

لا يشير المطبخ القمري فقط إلى أطباق من دولة جزر القمر المستقلة في المحيط الهندي، ولكن أيضًا أطباق مقاطعة مايوت الفرنسية في الخارج في الأرخبيل نفسه.[بحاجة لمصدر]
يعكس المطبخ العديد من المجموعات والثقافات التي زارت واستقرت الجزر على مر القرون، بما في ذلك ليس فقط الشعوب الناطقة باللغة السواحلية والأسترونيزية ولكن أيضًا أولئك الذين لديهم أصول في الشرق الأوسط (خاصة عمان وإيران الحالية) والهند، البرتغال، وفرنسا (التي أدارت الأخيرة جزر القمر حتى عام 1975 وما زالت تشرف على جزيرة مايوت).[بحاجة لمصدر]
يتم استهلاك العديد من أنواع الأسماك (خاصة التونة وسمك القد) والقشريات مثل سرطان البحر وسرطان البحر في الحساء واليخنات في جزر القمر، وغالبًا مع المحاصيل الجذرية مثل الكسافا والموز الأخضر (غير الناضج). تشمل أمثلة الأطباق من هذا النوع روتي يا هوما بامبا (سمك القد المجفف المُجفف والمرطب ببطء في الروجيل (الصلصة) من البصل والطماطم) والمتسولولا (الأسماك الصلبة مثل سمك أبو سيف المطبوخ مع الموز والسبانخ أو الخضار الأصلية مثل الماتافا (أوراق الكسافا) في حليب جوز الهند). في العقود الأخيرة، أصبحت أطباق المأكولات البحرية المتأثرة بالفرنسية (مثل langouste à la vanille والكركند الصغير في صلصة الفانيليا) شائعة أيضًا، خاصة في جزيرة مايوت.

## أنظر أيضاً
- مطبخ عربي